# Andre R. Guttfreund
Andre R. Guttfreund (6 de noviembre de 1946) es un director de cine, productor y cineasta salvadoreño. Es más conocido por la producción del cortometraje de 1976 En la región del hielo, por el que recibió un Óscar en los premios de la Academia de 1977 junto a Peter Werner al Mejor Cortometraje de Acción en Vivo, convirtiéndose en el primer y hasta ahora único centroamericano en recibir un Oscar.

## Biografía
Guttfreund era el mayor de cinco hermanos y el hijo de una actriz rumana y un diplomático alemán. De niño estudió en la Escuela Americana de San Salvador. A los 13 años viajó a Estados Unidos y asistió a la Escuela progresista mixta Verde Valle school de Sedona (Arizona), a donde el estudio de la cultura de los Hopi Navajo eran obligatorias e integradas al Curriculum, y luego estudió ciencias políticas en la Universidad de Tufts. Creció bilingüe, hablando español y alemán. Tras su graduación en 1970, recibió una invitación para realizar un máster en teatro en Londres. Tras graduarse de su maestría, Guttfreund fue invitado a El Salvador por Walter Béneke, el entonces Ministro de Educación de El Salvador, para iniciar  el proyecto Televisión Educativa con él. Guttfreund fue director del proyecto Televisión Educativa  de 1971 a 1973. Después volvió a Estados Unidos y estudió producción y dirección en el Conservatorio del  American Film (AFI)Institute del cual se graduó con un máster en Bellas Artes.
En 1976, Guttfreund produjo su primera película En la Región del Hielo, recibió el Oscar en la categoría de Mejor Cortometraje de Acción en Vivo, convirtiéndose en el primer y hasta ahora único centroamericano en recibir un Oscar. También dirigió y produjo películas como el telefilme A Perfect Match (1980), el romance cinematográfico Breach of Contract (1982), el drama deportivo Abduction of Carry Swenson (1987), el western dramático Cabalgando con la muerte (1989) y el drama de misterio Femme Fatale (1991), protagonizado por , protagonizando Colin Firth, Lisa Zane y Billy Zane. También ha aparecido en varios papeles en series de televisión en Estados Unidos y España, como las series dramáticas L.A. Law y Picket Fences y Vallas de Piquete y la serie de comedia Periodistas.
Trabaje en Trabajó en el Centro de Audiovisuales de la Universidad Centroamericana José Simeón Cañas y en la escuela de Valle Verde Ha sido presidente de la Asociación Salvadoreña de Cine y Televisión (ASCINE) entre 2012 y 2016. En este cargo, también trabajó como asesor del Ministerio de Economía entre 2014 y 2016, fue asesor del Consejo de Coordinación Cinematográfica y Audiovisual y fue nombrado enviado especial por el Ministerio de Relaciones Exteriores..

## Filmografía

### Películas
| Año  | Título                       | Acreditado como | Acreditado como | Acreditado como | Acreditado como | Acreditado como | Notas                             |
| Año  | Título                       | Director        | Escritor        | Productor       | Editor          | Otro            | Notas                             |
| ---- | ---------------------------- | --------------- | --------------- | --------------- | --------------- | --------------- | --------------------------------- |
| 1976 | En la región de Hielo        | No              | No              | Sí              | No              | No              | Cortometraje                      |
| 1980 | Un Partido Perfecto          | No              | Sí              | Sí              | No              | No              | Escritor de historia              |
| 1982 | Ruptura de Contrato          | Sí              | No              | No              | No              | No              |                                   |
| 1987 | La Abducción de Kari Swenson | No              | No              | Sí              | No              | No              |                                   |
| 1987 | La pequeña cerillera         | No              | No              | No              | No              | Sí              | Supervisando productor            |
| 1989 | Cabalgando con la muerte     | No              | Sí              | Sí              | No              | No              | Screenplay Y escritor de historia |
| 1990 | Femme Fatale                 | Sí              | No              | No              | No              | No              |                                   |
| 2012 | Historias que dan miedo      | No              | No              | No              | No              | Sí              | Productor creativo                |
| 2014 | Malacrianza                  | No              | No              | No              | No              | Sí              | Productor creativo                |
| 2018 | Implacable                   | No              | No              | Ejecutivo       | No              | No              |                                   |
| 2019 | Cachada: La Oportunidad      | No              | No              | Ejecutivo       | No              | No              |                                   |

### Televisión
| Año       | Título                | Función |
| --------- | --------------------- | --- |
| 1988-1990 | Knots Landing         | Director de Episodios: "Escapada de Fin de Semana" (1988), "El Doctor de Espín" (1989) y "Fuera de control" (1990)                             |
| 1990      | Superboy              | Director de Episodios: "Azufre" (1990), "Escapada a Tierra" (1990), "Venganza de lo Profundo" (1990) y "La Mujer llamada Ojo de Tigre " (1990) |
| 1992-1993 | L.A.n.Law             | Director Episodios: "Amor en el Rox" (1992) y "Hola y Adiós" (1993)                                                                            |
| 1994      | Picket Fences         | Director Episodios: "Plazos de Distanciamiento" (1994)                                                                                         |
| 1996      | Second Noah           | Director Episodios: "La última Risa del dios" (1996)                                                                                           |
| 1999      | Periodistas           | Director de Episodios: "Una chiquillada" (1999) y "Fugas" (1999)                                                                               |
| 2001      | El Color de la Guerra | Director de voz |
| 2013      | Capitán Centroamérica | Cuando "MUC" |

## Videojuegos
| Año  | Título                     | Función  |
| ---- | -------------------------- | -------- |
| 1999 | Habitación de emergencia 2 | Director |
| 2000 | El código Azul             | Director |

## Premios y distinciones
Premios Óscar
| Año  | Categoría          | Película               | Resultado |
| ---- | ------------------ | ---------------------- | --------- |
| 1977 | Mejor Cortometraje | En La Región del Hielo | Ganador   |